# Muscoli da spiaggia
Muscoli da spiaggia (Muscle Beach Tom) è un film del 1956 diretto da William Hanna e Joseph Barbera. È il centunesimo cortometraggio animato della serie Tom & Jerry, uscito il 7 settembre 1956 e distribuito da Metro-Goldwyn-Mayer.

## Trama
Diversi gatti si stanno allenando con i pesi a Muscle Beach, mentre Jerry prende il sole. In quel momento arrivano Tom e la sua fidanzata, la quale viene impressionata da Butch. Tom allora lo sfida nel sollevamento pesi, ma cade e ne finisce appiattito. Più tardi Tom sfida Butch ad una gara di ballo, ma quest'ultimo lo sconfigge facendolo finire in un bidone della spazzatura.
Per riscattarsi Tom mette dei palloncini gonfiati a elio nel suo costume da bagno. Legatosi un'ancora per non volare via, Tom torna da Butch e lo colpisce, sconfiggendolo. Tom si mette poi a flettere i suoi "muscoli" davanti alla sua fidanzata, ma sentendo Jerry masticare rumorosamente lo colpisce facendolo smettere. Il topo per vendetta slega l'ancora dal corpo di Tom, dopodiché gonfia a dismisura il suo costume da bagno con una bombola di elio, per poi bucarlo con una spilla da balia; il costume si sgonfia, facendo volare via Tom.
Con quest'ultimo e Butch sconfitti, Jerry cerca di conquistare il cuore della fidanzata di Tom sollevando un bilanciere fatto di pomodori, ma poco dopo Jerry cade e finisce appiattito dai "pesi" esattamente come era successo a Tom prima.